# The Young Savages
The Young Savages is een Amerikaanse misdaadfilm uit 1961 onder regie van John Frankenheimer. Destijds werd de film in Nederland uitgebracht onder de titel Terreur van de straat.

## Verhaal
Hank Bell is een officier van justitie, die de raciaal beladen zaak onderzoekt van drie Italiaanse tieners die een blinde Puerto Ricaanse jongen zouden hebben vermoord. Hij merkt al spoedig dat de zaak ingewikkelder is dan hij eerst dacht.

## Rolverdeling
| Acteur              | Personage            |
| ------------------- | -------------------- |
| Burt Lancaster      | Hank Bell            |
| Dina Merrill        | Karin Bell           |
| Edward Andrews      | R. Daniel Cole       |
| Vivian Nathan       | Mevrouw Escalante    |
| Shelley Winters     | Mary diPace          |
| Larry Gates         | Randolph             |
| Telly Savalas       | Inspecteur Gunderson |
| Pilar Seurat        | Louisa Escalante     |
| Jody Fair           | Angela Rugiello      |
| Roberta Shore       | Jenny Bell           |
| Milton Selzer       | Dokter Walsh         |
| Robert Burton       | Rechter              |
| Stanley Kristien    | Danny diPace         |
| John Davis Chandler | Arthur Reardon       |